# Liste der Monuments historiques in Mareuil-en-Brie
Die Liste der Monuments historiques in Mareuil-en-Brie führt die Monuments historiques in der französischen Gemeinde Mareuil-en-Brie auf.

## Liste der Objekte
| Bezeichnung     | Beschreibung                     | Standort                     | Kennzeichnung | Schutzstatus | Datum | Bild |
| --------------- | -------------------------------- | ---------------------------- | ------------- | ------------ | ----- | ---- |
| Passionsretabel | Holz, vergoldet, 16. Jahrhundert | in der Kirche St-Remi (Lage) | PM51000524    | Classé       | 1881  |      |